# Akihiko Nakamura
Pour les articles homonymes, voir Nakamura.
Akihiko Nakamura (中村 明彦, Nakamura Akihiko), né le 23 octobre 1990 à Nagoya, est un athlète japonais, spécialiste des épreuves combinées et des haies.

## Biographie
Son record au décathlon est de 7 710 points, obtenus à Nagano le 3 juin 2012. Il participe aux Jeux olympiques de Londres sur 400 m haies mais est disqualifié. Son meilleur temps est de 50 s 04 en juin 2011. Il remporte la médaille d'argent lors des Championnats d'Asie 2011 à Kobe.
Il porte son record à 8 043 points en remportant le décathlon à Wakayama le 26 avril 2015.
Le 12 juin 2016, il l'améliore ultérieurement avec 8 180 points à Nagano.

## Palmarès
| Date | Compétition                  | Lieu           | Résultat | Épreuve    | Points |
| ---- | ---------------------------- | -------------- | -------- | ---------- | ------ |
| 2011 | Championnats d'Asie          | Kobe           | 2e       | Décathlon  | 7 478  |
| 2013 | Championnats d'Asie          | Pune           | 2e       | Décathlon  | 7 620  |
| 2014 | Championnats d'Asie en salle | Hangzhou       | 2e       | Heptathlon | 5 693  |
| 2014 | Jeux asiatiques              | Incheon        | 3e       | Décathlon  | 7 828  |
| 2016 | Championnats d'Asie en salle | Qatar          | 1er      | Heptathlon | 5 831  |
| 2016 | Jeux olympiques              | Rio de Janeiro | 22e      | Décathlon  | 7 612  |
| 2017 | Championnats du monde        | Londres        | 19e      | Décathlon  | 7 646  |
| 2018 | Jeux asiatiques              | Jakarta        | 3e       | Décathlon  | 7 738  |
| 2019 | Championnats d'Asie          | Doha           | 3e       | Décathlon  | 7 837  |

## Records
| Épreuve    | Performance    | Lieu   | Date            |
| ---------- | -------------- | ------ | --------------- |
| Décathlon  | 8 180 pts      | Nagano | 12 juin 2016    |
| Heptathlon | 5 831 pts (NR) | Doha   | 21 février 2016 |